# Elodie Mansuy
Elodie Mansuy (* 9. Mai 1968) ist eine französische Badmintonspielerin. 

## Karriere
Elodie Mansuy gewann nach zahlreichen Nachwuchstiteln 1988 ihren ersten nationalen Titel bei den Erwachsenen. Zwei weitere Titel folgten 1992 und 1993.

## Sportliche Erfolge
| Saison    | Veranstaltung                                   | Disziplin   | Platz | Name                             |
| --------- | ----------------------------------------------- | ----------- | ----- | -------------------------------- |
| 1981/1982 | Französische Nachwuchsmeisterschaft (Cadets)    | Dameneinzel | 1     | Elodie Mansuy                    |
| 1982/1983 | Französische Nachwuchsmeisterschaft (Cadets)    | Dameneinzel | 1     | Elodie Mansuy                    |
| 1983/1984 | Französische Juniorenmeisterschaft              | Mixed       | 1     | Didier Plassan / Elodie Mansuy   |
| 1983/1984 | Französische Juniorenmeisterschaft              | Dameneinzel | 1     | Elodie Mansuy                    |
| 1983/1984 | Französische Juniorenmeisterschaft              | Damendoppel | 1     | Elodie Mansuy / Chapon           |
| 1984/1985 | Französische Juniorenmeisterschaft              | Damendoppel | 1     | Rosita Rios / Elodie Mansuy      |
| 1985/1986 | Französische Juniorenmeisterschaft              | Dameneinzel | 1     | Elodie Mansuy                    |
| 1987/1988 | Französische Meisterschaft                      | Dameneinzel | 1     | Elodie Mansuy                    |
| 1989      | Weltmeisterschaft                               | Damendoppel | 33    | Rosita Rios / Elodie Mansuy      |
| 1990      | Israel International                            | Mixed       | 1     | Stéphane Renault / Elodie Mansuy |
| 1991/1992 | Französische Meisterschaft                      | Damendoppel | 1     | Sandrine Lefèvre / Elodie Mansuy |
| 1992/1993 | Französische Meisterschaft                      | Damendoppel | 1     | Sandrine Lefèvre / Elodie Mansuy |
| 2007/2008 | Französische Seniorenmeisterschaft (Vétérans I) | Damendoppel | 1     | Sandrine Lefèvre / Elodie Mansuy |